# Rachicerus nigripalpus
Rachicerus nigripalpus är en tvåvingeart som beskrevs av Friedrich Hermann Loew 1874. Rachicerus nigripalpus ingår i släktet Rachicerus och familjen vedflugor. Inga underarter finns listade i Catalogue of Life.